# Mac Giolla Phádraig

L'ancien royaume d'Osraige était le patrimoine de la dynastie des Mac Giolla Phádraig

Mac Giolla Phádraig (alternativement Mac Gilla Pátraic) est le nom d'une dynastie irlandaise qui peut se traduire par « fils du Dévot de (saint) Patrick ». À l'époque médiévale, les Mac Giolla Phádraig étaient rois héréditaire d'Osraige ; de nos jours leur nom est habituellement traduit en Fitzpatrick.

## Nom
Le nom « Giolla Phádraig » apparaît pour la première fois dans les Annales à la fin du Xe siècle en lien avec la christianisation des Uí Ímair de la dynastie de Waterford, avant d'être usité par ailleurs. Vraisemblablement comme conséquence d'intermariages, ce surnom est donné à la lignée principale de la branche médiévale des Dál Birn, l’illustre dynastie qui règne sur le royaume voisin d'Osraige. Ce surnom est adopté par les descendants du roi Gilla Pátraic mac Donnchada qui règne comme roi d'Osraige de 976 à 996. Certains spécialistes avancent la possibilité d'une influence du vieux norrois sur la formation de ce nom.
Domnall mac Domnaill Mac Giolla Phádraig († 1185) et son fils et successeur Máel Sechlainn Mac Giolla Phádraig († 1193/1194) sont réduits à l'état de seigneurs vassaux par Richard FitzGilbert de Clare, maître du royaume de Leinster. Toutefois, leur parent Domnall Clannach Mac Giolla Phádraig († 1219), descendant de Gilla Pátraic mac Donnchada II, se rétablit dans le Haut Ossory, que ses descendants conservèrent jusqu'en 1541, année à laquelle Brian Óg Mac Gillo Patraic (mort en 1575), se soumet au roi d'Angleterre dans le cadre du processus de Renonciation et restitution. Son nom fut anglicisé en Fitz-Patrick. Il fut admis dans la noblesse anglo-irlandaise avec le titre de 1er baron de Castletown. Un de ses descendants de la branche cadette, Richard Fitz-Patrick (mort le 9 juin 1727), devint baron de Gowran en 1714. Son fils John, mort en 1758, fut titré comte d'Upper-Ossory en 1751.
De nombreux membres de la lignée figurent en bonne place dans la politique irlandaise et anglaise à travers l'histoire,.

## Rois d'Osraige
- 17 Dúngal mac Fergaile († 842)
  - 18 Cerball (842-888)
    - 21 Cellach (905-908)
      - 22 Cuilén (928-933)
      - Flann († 937) Tanaiste
      - 23 Donnchad mac Cellaig (934-976)
        - Diarmait Rigdamna († 972)
          - 25 Cellach mac Diarmata (997-1003)

        - Muiredach Rigdamna († 975)
        - 24 Gilla Pátraic mac Donnchada I (976-996)
          - 26 Donnchad mac Gilla Pátraic (1003-1039)
            - Diarmait Rigdamna († 1037)
            - 27 Gilla Pátraic mac Donnchada II (1039-1055)
              - 28 Domnall mac Gilla Pátraic (1055- 1087)
                - 29  Donnchad mac Domnail  (1087-1089)
                  - 33 Domnall mac Donnchada (1103-1113) Leth ri
                    - 37 Gilla Pátraic mac Domnaill (1126-1146)
                      - 39a/40a Donnchad mac Gilla Pátraic Mac Giolla Phádraig (1151 † 1162) Leth ri
                        - 41 Domnall Mac Giolla Phádraig (1162/1163 † 1185)
                          - Domnall († 1175)
                          - ? 43 Maelseachlainn († 1193/94)

                      - ? 41 Domnall mac Gilla Pátraic (1162/63-1165)

                    - 40 Cerball mac Domnaill (1146-1163) Lethri
                      - 42 Domnall mac Cerbail (1165-1176)

                - Muichertach  († 1095) Rigdamna
                - ? 30 Gilla Pátraic III Rúad (1090-1103)
                  - 34 Donnchad Balc (1119-1123)
                    - Tanaiste tué en 1119

                  - 32 Domnall Rúad († 1109)

                - ? 31a Domnall
                - ? 31 Cerball (1103-1105) rí Deiscairt Osraighe
                  - 36a Conchobar (1123-1126)
                  - Goll Gabrâin flo. 1113

          - 26a Muichertach (1039-1041) Leth ri

    - 20 Diarmait (894-905 et 908-928)

  - 19 Riacán (888-894)
    - Máel Morda Rigdamna († 922)

### Hors dynastie
- 31b Finn Ua Cáellaide    Leth-ri 1103
- 36  Murchad mac Murchada Uí Cheinnselaigh (1123/6)
- 39  Murchad Ua Cáellaide    Leth-ri 1146-1151
- 42a Diarmait Ua Cáellaide  Leth-ri 1170 (mort en 1172)

### Seigneurs de Haut-Ossory
- Gilla Pátraic mac Domnaill ou Gilla Pátraic IV
  - Donnchad mac Gilla Pátraic Mac Giolla Phádraig (mort en 1162)
  - Scandlán
    - ? Domnall Ier Clannach Mac Giolla Phádraig († 1219)
      - Seaffraidh Ier Bacach  (Geoffrey) rí Slebi Bladma (i.e. Slieve Bloom) († 1269) [7]
        - Seaffraidh II  Fionn, † 1289
          - Domnall II †  1330
          - Seaffraidh † 1314
            - Domnall III Dubh † 1325
              - Domnall
                - Finghin Ier † 1383
                  - Finghin  II na Cul-Choille † 1443
                    - Seán  † 1468
                      - Brían Ier na Luirech † av. 1532
                        - Brían II Óg Mac Giolla Phádraig (vers 1500-1575)

                      - Tadgh Duh † 1487
                      - Seaffraidh III (Geofffrey) Ruadh † 1489

### Barons et comtes d'Upper Ossory puis de Casteltown
- Barnaby Fitzpatrick, 1er baron Upper Ossory en 1541.
  - Barnaby Fitzpatrick, 2e baron d'Upper Ossory Brian (c. 1535–1581)
  - Florence Fitzpatrick, 3e baron d'Upper Ossory Finghin † 1619.
    - 
      - Teige Fitzpatrick, 3e baron d'Upper Ossory Tadhg  † 1627
        - Barnaby Fitzpatrick 5e baron d'Upper Ossory († c. 1638)
          - Barnaby Fitzpatrick, 6e baron d'Upper Ossory († 1666)
            - Barnaby Fitzpatrick, 7e baron d'Upper Ossory(† 1696). Le 11 mai 1691, le 7e baron est déchu et la baronnie confisquée pour forfaiture.
            - John prétendant au titre
              - Brian († 1698),  prétendant au titre , sans postérité.

      - Edmund of Castelfleming
        - Andrew of Castelfleming
          - Edward  † 1696 s;p.
          - Richard FitzPatrick (1er baron Gowran) en 1721 († 9 juin 1727),
            - John FitzPatrick, 1er comte d'Upper Ossory en 1751 (1719-1758)
              - John FitzPatrick, 2e comte d'Upper Ossory  (1745-1818)
                - John FitzPatrick (1er baron Castletown) en 1869 (23 Septembre 1811 – 22 Janvier 1883)
                - Bernard FitzPatrick (2e baron Castletown), membre de l' Ordre de Saint-Patrick de l' Ordre de Saint-Michel et Saint-Georges et du Conseil privé d'Irlande (29 juillet 1849 – 29 mai 1937) militaire  dans l'armée britannique et député conservateur au Parlement, il est le dernier à être reconnu comme chef du Nom du Clann Giolla Phádraig

### Sources
- (en) William Carrigan The History and Antiquities of the Diocese of Ossory
- (en) Bart Jaski, Genealogical tables of medieval Irish royal dynasties, Dublin, Four Courts Press, 2013 (ISBN 9781846824265), p. 127 Tableau-47 Osraige b.9th-12th c.
- (en) T.W Moody, F.X. Martin, F.J. Byrne, A New History of Ireland IX Maps, Genealogies, Lists. A companion to Irish History part II, Oxford, Oxford University Press, 2011 (ISBN 9780199593064), p. 135 Genealogical Tables n° 9 Kings of Osraige 842-1176 & Successions Lists Kings of Osraige a.842-1176 p. 202-203
- (en) J.F. Shearman, « Loca Patriciana: Part XII. The Early Kings of Ossory: The Seven Kings of Cashel Usurpers in Ossory: The Kings of the Silmaelodra-Of the Clan Maelaithgen - Maelduin Mac Cumiscagh-Cearbhall Mac Dungal: The Anglo-Norman Invasion of OssoryMartin the Elder, a Patrician Missionary in Ossory: His Churches », The Journal of the Royal Historical and Archaeological Association of Ireland, vol. 4 no 33/34,‎ 1878, p. 336-408 (JSTOR 25506726) Consulté le 28 décembre 2020
- Anthony Stokvis (préf. H. F. Wijnman), Manuel d'histoire, de généalogie et de chronologie de tous les États du globe, depuis les temps les plus reculés jusqu'à nos jours, Israël, 1966, p. 272 Table n°28a Généalogie des rois d'Ossory I & Table n°28b Généalogie des rois d'Ossory II et des seigneurs de Haut-Ossory.